# Ďurďošík
Ďurďošík (Hongaars: Györgyi) is een Slowaakse gemeente in de regio Košice, en maakt deel uit van het district Košice-okolie.
Ďurďošík telt 402 inwoners.